# 권태훈 (1900년)
봉우 권태훈(鳳宇 權泰勳, 1900년 ~ 1994년)은 대한민국의 민족운동가이자 단군 사상가이다. 대종교 총전교를 지냈다. 연정원을 세워서 단전호흡을 일반에 보급하였다. 1980년대에 소설 단으로 알려졌다.

## 생애

### 성장
본관은 안동(安東)이다. 조선 시대에 정규 교육에 해당하는 한학을 공부하였다.
부친 중면은 을사조약에 서명한 중현(重顯)과 형제의 의를 끊고, 1907년의 정미칠조약을 계기로 벼슬에서 물러났다. 권태훈은 이러한 특수한 가계와 집안분위기, 시대적 상황 속에서 어머니로부터 6세 때 조식법(調息法)을 배웠다.
10세 때인 1910년에는 서울 종로구 마동(麻洞)에 있는 단군교 포교당에서 나철(羅喆) 대종사를 만나 가르침을 받고, 충청북도 영동에서 보통학교를 다니면서 수학 등 근대학문을 접하였는데, 이 때 일본유람단으로 일본으로 건너갔다.

### 활동
3.1운동 이후에는 만주에서 독립전쟁에 참여하였고, 국내로 잠입하여 지하운동을 하였다. 해방 이후에 한독당(韓獨黨)에 가입하는 등 정치운동에 나섰으나 고난을 치렀다. 60세 때에 공주에 연정원(硏精院)을 신축하여 수련을 하다가 65세 때에 상경하여 한의원을 개업, 83세가 되는 1982년에 대종교의 최고지위인 총전교에 취임하였다.
1984년에는 베스트셀러 《단(丹)》이란 소설을 통해서 선인으로 세상에 알려졌으며, 1986년에는 한국단학회 연정원을 설립하고 총재에 취임하였다.
1990년 공산 러시아 수교 직후에 공중파 TV방송으로 평일 오후 비정규 편성 시간대로 생중계된 독립군 유해 송환 행사는 러시아 연해주로부터 출발한 전세기가 도착한 서울 공항에서 있었는데 카톨릭, 불교, 대종교로 이루어진 국내 3대 종교 대표들의 종교별 위령 식순에서 3번째로 대종교의 위령 의식을 진행하였다.
그리고 95세인 1994년 충청남도 공주시 반포면 상신리(上莘里)에서 사망했다.

## 예언
- 핵폭탄과는 다른 평화탄 개발을 언급한다.

- 봉우 선생의 예언들 중에 ‘2010년 남북 평화통일’은 상당히 비중있게 다루어져서, 당시엔 부산시청 맞은편이던 한국단학회 연정원 부산지부 입구쪽 계단에 2000년대 초중반 무렵 한동안 크게 인쇄되어 입간판으로 세워져 있기도 하였다.

- '2020년 세계 정부 수립'이라는 예언은 2000년대 중반 인터넷 개인 블로그를 통해서 조용히 회자되며 대중들에게 알려진 바 있다.

- '고구려 고토 회복', 옛날 고구려의 영토인 만주 지역을 영토로 다시 얻게 된다는 예언이다. 1980년대 강연에서 여기 강연장에 있는 사람들 중에서 아이들은 이 고토 회복을 보게 될 것이라고 소개하였다.

## 참고
- 한국단학회 연정원을 설립하였으나 평소 역사나 풍습, 대종교에 총전교로서 활동한 종교 분야에서 항상 환국이라는 표현만을 사용하였다. 단체 이름에서 한국은 지역이나 지점의 명칭으로 당대에 아주 흔하던 관습 표기이며, 그런 표기 용례에 따라 단체의 줄임말에서는 제외되며 표기한다.

- 일본인도 우리와 같은 민족이라는 민족구성원에 관련한 봉우 선생의 견해를 《봉우일기》에서 아주 짧게 접할 수 있다.

- 《민족비전 정신수련법》의 현재 개정판에는 관련 내용이 전혀 없으나, 1992년 초판본에는 한반도 전역에 산신령들이 언급되어 있었고, 부적들이 설명과 함께 나열되어 있었다. 산신들이 전국에 표시된 페이지는 책의 제일 앞부분이었다.

- 고구려 기록의 대규모 말살을 문제라고 지적한 바 있다.

- 좌우명은 거거거중지(去去去中知) 행행행리각(行行行裏覺).

## 저서
- 《백두산족에게 고함》
- 《백두산족 단학지침》 (감수)
- 《천부경의 비밀과 백두산족 문화》 (감수)
- 《민족비전 정신수련법》 (감수)

## 관련 작품
- 《단》 (소설)
- 《봉우일기》
- 《세상 속으로 뛰어든 신선》

## 같이 보기
- 환국 (유사역사학)
- 단 (소설)
- 대종교
- 조식법
- 용호비결
- 시해선
- 한국단학회 연정원
- 남명학파
- 귀스타브샤를마리 뮈텔
- 평화통일
- 송익필